# Baie de goji

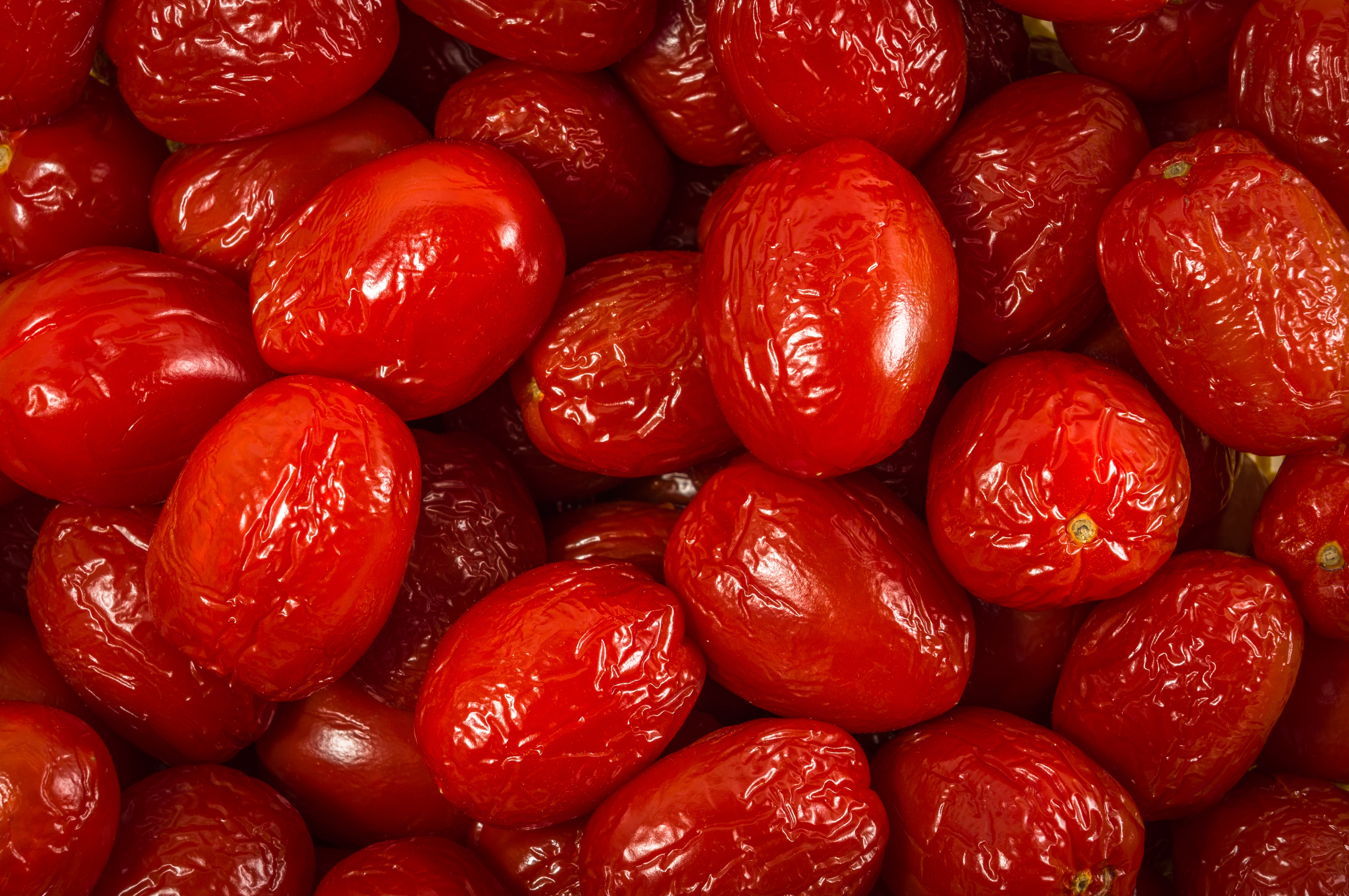
Baies de goji.

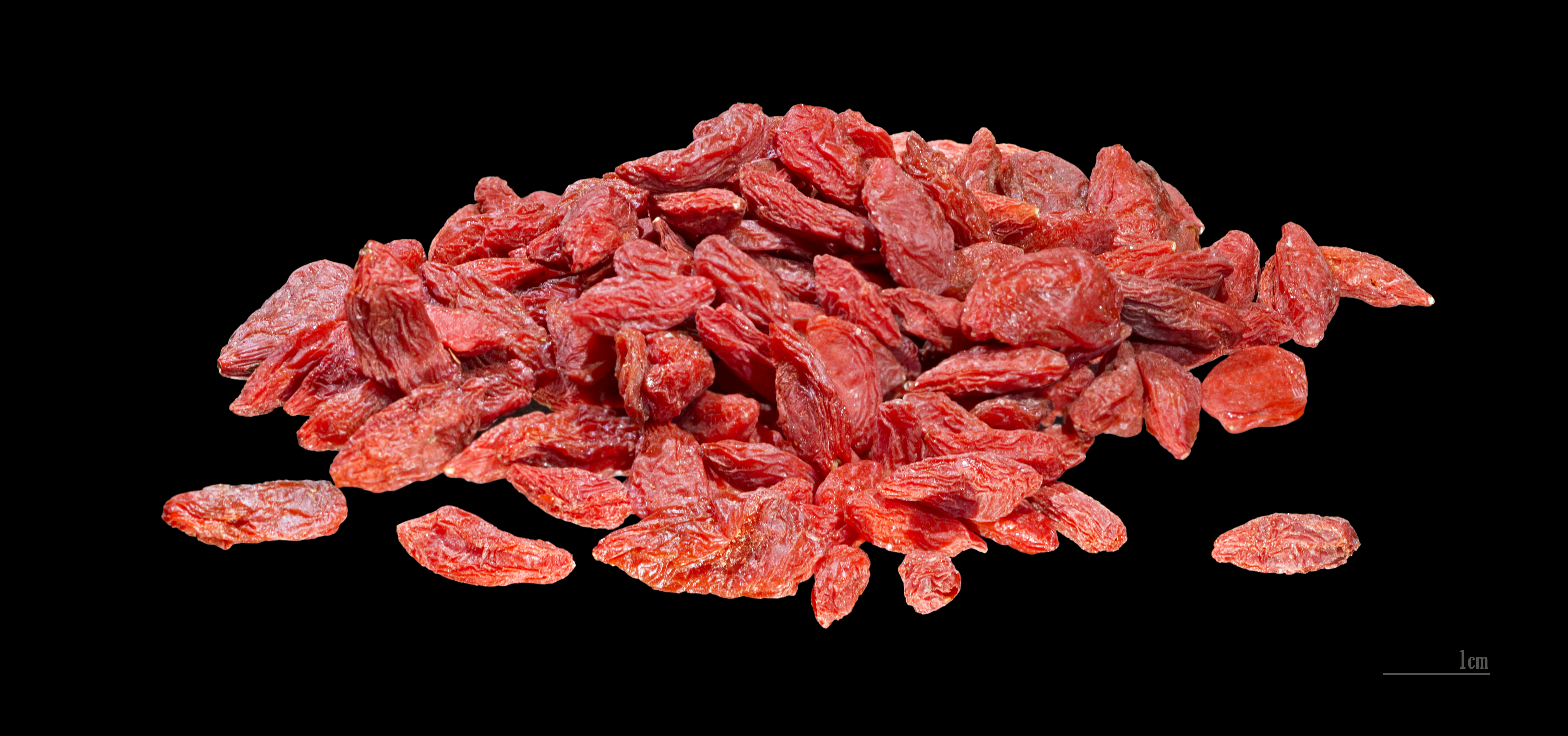
Baies séchées de goji.

Le goji, baie de goji ou baie de Goya[réf. nécessaire] (chinois : 枸杞 ; pinyin : gǒuqǐ ; API : /kɤʊtɕʰi/) est le nom commercial de la baie du lyciet commun (Lycium barbarum) et du lyciet de Chine (Lycium chinense). La zone de production se trouve principalement dans la région autonome du Ningxia, en Chine.
Il se présente sous la forme d'une petite baie rouge, allongée, de saveur légèrement sucrée ; il est souvent commercialisé sous forme séchée ou sous forme de jus (généralement mélangé à d'autres jus de fruits). On lui accorde en Asie des vertus médicinales exceptionnelles liées à la quête d'immortalité taoïste.
Le nom « goji » a été fabriqué en 1973 par un ethnobotaniste nord-américain, Bradley Dobos, à partir des parlers locaux himalayens, de 枸杞, gǒuqǐ, le nom chinois ; la baie, elle, s'appelle 枸杞子, gǒuqǐzǐ en chinois.

## Origine
Les lyciets poussent abondamment dans le nord-ouest de la Chine, notamment dans les provinces du Gansu, du Ningxia, du Qinghai (nord du Tibet) et de la Mongolie-Intérieure.
Ils sont surtout cultivés en altitude, du nord-ouest de la Chine à la Mongolie. La région autonome hui du Ningxia, en Chine, est célèbre pour sa production de goji.
Ils sont également cultivés en France notamment dans le département du Maine-et-Loire.

## Espèces cultivées

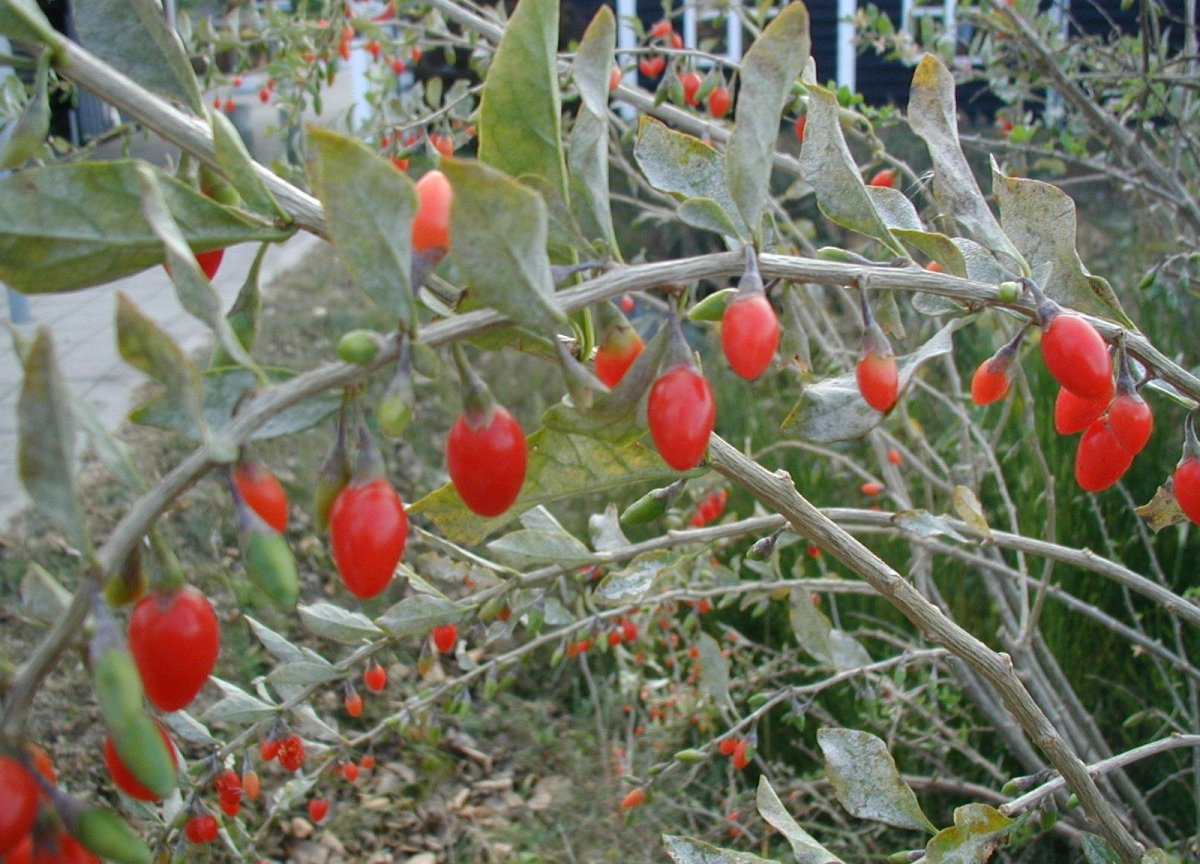
Baies de Lycium barbarum.

Sur les 70 espèces de Lycium connues dans le monde, seules deux sont vraiment commercialisées :
- le Lycium barbarum : le plus riche en vitamine, minéraux et antioxydants. Il est principalement utilisé pour des propriétés thérapeutiques. Il est également le plus vendu dans les pays occidentaux.
- le Lycium chinense : il est en vente dans plusieurs marchés chinois et s'est depuis longtemps répandu hors de Chine. Il est surtout utilisé comme alicament.

## Culture
Le lyciet est une plante rustique auto-fertile de plein soleil et se contente de tous types de sols. Elle résiste à des températures allant jusqu'à -20 °C. Très facile à cultiver en pot ou en pleine terre, avec des cultivars récents, planté en début d'automne, le plant fleurira dès l'année suivante en juin et fructifiera durant les mois d'août à octobre. La plante étant résistante à la chaleur, elle peut toutefois être plantée également durant le printemps et l'été, tant qu'on lui offre suffisamment d'eau pour l'aider à développer ses racines, au moins cette première saison.
Il est possible de le multiplier très facilement par bouturage toute l'année, et par marcottage en enterrant quelques branches souples sous terre quand elles sont jeunes. 

## Valeur nutritive
Les baies de goji contiennent :
- parmi les minéraux : zinc (2 mg), fer (9 mg), cuivre (2 mg), sélénium (0,05 mg), chrome (0,4 mg), germanium (1,24 mg), manganèse (1 mg), potassium (1132 mg), calcium (112,5 mg) phosphore (203 mg) ;
- plus de bêta-carotène que les carottes : 8,4 mg contre 6,6 mg pour 100 g ;
- des protéines : 12,10 g pour 100 g ;
- des bêta sitostérols, aux propriétés anti-inflammatoires.

Des analyses métabolomiques ont montré que la baie de goji a des qualités nutritionnelles comparables à la myrtille.
Les baies de goji contiennent également des dérivés coumariniques pouvant être dangereux s'ils sont pris en même temps qu'un traitement médical.

## Allégations médicinales
Relativement riche en vitamines, en minéraux et en oligoéléments, la baie est souvent présentée comme un « superfruit ». C'est aussi une source d'antioxydants avec un apport important de caroténoïdes mais aussi avec quatre polysaccharides (sucres).
Le goji permettrait de renforcer les défenses immunitaires (propriétés anti-inflammatoires), de faire baisser la tension artérielle, le taux de cholestérol et de sucres dans le sang, d'améliorer l'assimilation du calcium, et de soulager le foie.
Le goji est présenté comme pouvant être utile dans les cas de fatigue, de faiblesse immunitaire, d'hypertension, d'infection urinaire, d'excès de cholestérol, de prévention des troubles oculaires. Certains chercheurs chinois supposent que cette baie fait partie des aliments qui pourraient retarder le vieillissement cellulaire.

## Controverses
De nombreux scientifiques qualifient de « surévalués » les bienfaits attribués aux baies de goji sur la santé ; le récent engouement pour ce produit serait plus lié au marketing qu'à la science. Selon eux, ce fruit ne contient pas plus de vitamines que l'orange ou la pomme, et moins que les baies d'argousier.
De plus, des traces de pesticides, supérieures aux normes européennes, ont été relevées dans de nombreuses importations de baies de goji vendues sous la forme de baies séchées. Il s'agit essentiellement de l'Acétamipride, un insecticide utilisé dans la lutte contre les pucerons.
Des cas d'allergie ont en outre été constatés.

## Commercialisation

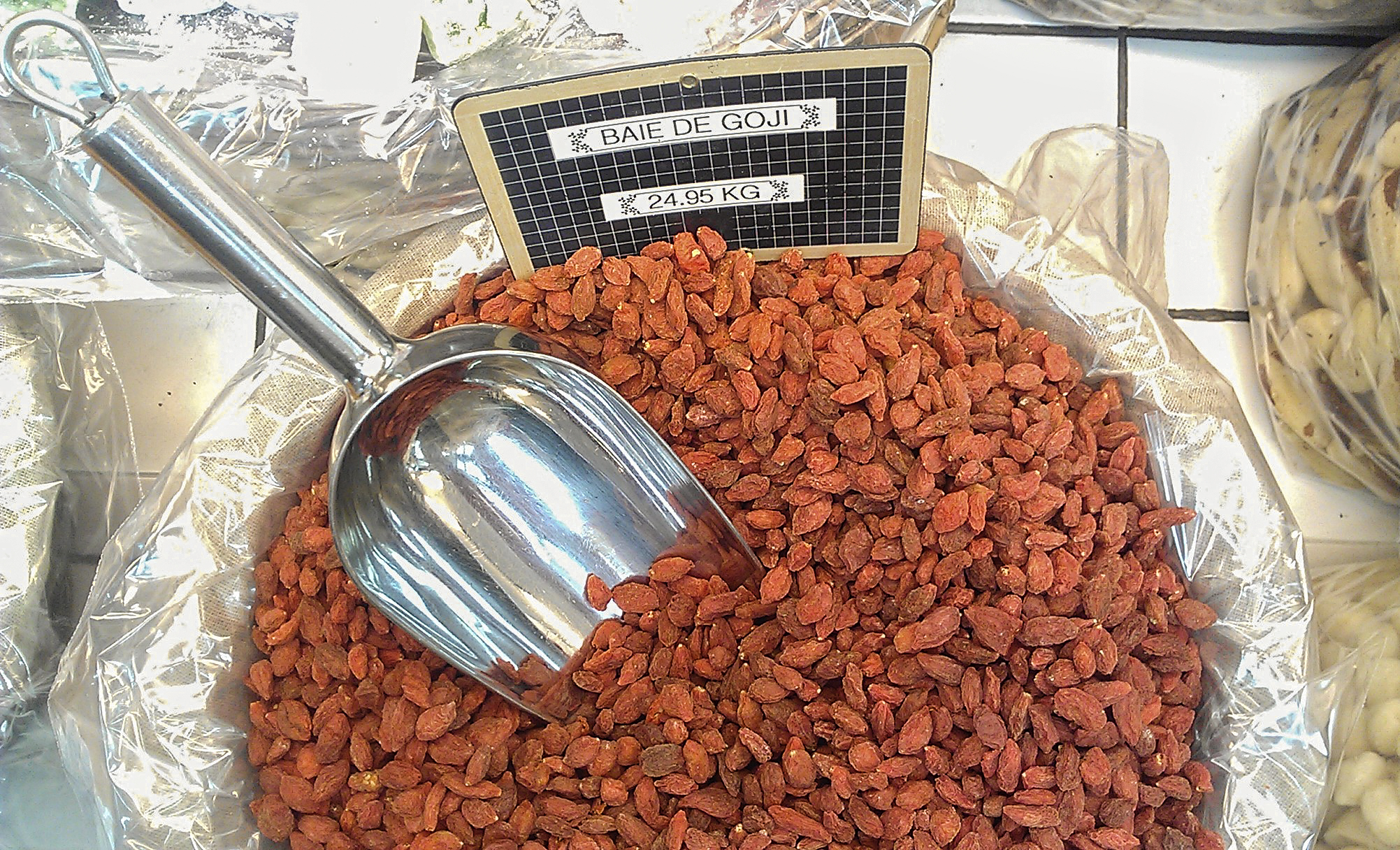
Baies de goji séchées en vente sur un marché en Île-de-France.

La baie de goji du lyciet commun (Lycium barbarum) ne peut être exportée légalement à l'état de fruit frais hors des régions de culture. Elle est commercialisée principalement sous forme de jus, généralement pasteurisés ou ionisés et souvent mélangés avec d'autres jus de fruits, ou de fruits déshydratés ou encore réduits en poudre.
Certains commerçants, surtout en Asie, sont spécialisés en transformation des gojis. Ils proposent ce produit en gélules, teintures, vins, etc.
On peut maintenant se procurer ce fruit en Asie, en Europe, en Amérique et un peu partout dans le monde.
Dans la région autonome du Ningxia, en Chine du Nord-Ouest, le goji sert également à produire du vinaigre et un élixir, l'« alcoolature de gouqi » ou 枸杞酒 (gouqi jiu), obtenu par macération des fruits dans de l'alcool blanc ou dans du riz gluant fermenté.
Le goji entre aussi dans la composition de nombreux plats chinois, dont des soupes ou des poissons cuits à la vapeur.
Les baies sont vendues séchées, en sachets, dans tous les supermarchés.